# Live - From Chaos to Eternity
Live - From Chaos to Eternity è il secondo album dal vivo pubblicato dal gruppo symphonic power metal italiano Rhapsody of Fire, registrato nel corso di varie date europee del loro From Chaos to Eternity World Tour 2012 nei seguenti paesi:
- Spagna (Pamplona, Madrid, Barcellona)
- Francia (Parigi, Bordeaux)
- Belgio (Mons)
- Svizzera (Pratteln)
- Germania (Aschaffenburg)
- Italia (Milano, Bologna, Roma, Treviso)
- Austria (Vienna)
- Repubblica Ceca (Zlín)
- Polonia (Cracovia, Varsavia)

Sul sito web ufficiale della band, il tastierista Alex Staropoli ha commentato che il gruppo "[...] voleva realizzare un album live che potesse davvero essere chiamato un album LIVE", mentre il cantante Fabio Lione ha aggiunto che "quest'album dal vivo è la prova concreta che questo gruppo è forte e deciso a continuare a suonare ed a produrre musica per gli anni a venire per tutti i nostri fan".

## Tracce
Disco 1
1. Dark Mystic Vision – 2:11
2. Ad Infinitum – 0:55
3. From Chaos to Eternity – 6:28
4. Triumph or Agony – 5:05
5. I Belong to the Stars – 4:50
6. The Dark Secret – 4:10
7. Unholy Warcry – 5:13
8. Lost in Cold Dreams – 5:13
9. Land of Immortals – 5:07
10. Aeons of Raging Darkness – 5:45
11. Dark Reign of Fire – 2:37
12. Drum Solo – 2:12

Durata totale: 49:46
Disco 2
1. The March of the Swordmaster – 6:51
2. Dawn of Victory – 5:14
3. Toccata on Bass – 3:11
4. The Village of Dwarves – 3:57
5. The Magic of the Wizard's Dream – 4:31
6. Holy Thunderforce – 4:29
7. Reign of Terror – 6:56
8. Knightrider of Doom – 5:14
9. Epicus Furor – 1:13
10. Emerald Sword – 6:10
11. Erian's Lost Secrets – 4:59
12. The Splendour of Angels’ Glory (A Final Revelation) – 4:10

Durata totale: 56:55

### Album di provenienza

#### Disco 1
- Traccia 1 tratta da The Cold Embrace of Fear – A Dark Romantic Symphony (2010).
- Tracce 2, 3, 5 e 10 tratte da From Chaos to Eternity (2011).
- Tracce 4 e 11 tratte da Triumph or Agony (2006).
- Tracce 6 e 7 tratte da Symphony of Enchanted Lands II: The Dark Secret (2004).
- Traccia 8 tratta da The Frozen Tears of Angels (2010).
- Traccia 9 tratta da Legendary Tales (1997).

#### Disco 2
- Tracce 1 e 8 tratte da Power of the Dragonflame (2002).
- Tracce 2, 4 and 6 tratte da Dawn of Victory (2000).
- Traccia 5 tratta da Symphony of Enchanted Lands II: The Dark Secret.
- Traccia 7 tratta da The Frozen Tears of Angels.
- Tracce 9 and 10 tratte da Symphony of Enchanted Lands (1998).
- Traccia 11 tratta da The Cold Embrace of Fear – A Dark Romantic Symphony.
- La traccia 12 è in realtà la quinta sezione della suite Heroes of the Waterfalls' Kingdom, contenuta in From Chaos to Eternity.

## Formazione
Rhapsody of Fire
- Fabio Lione - voce
- Alessandro Staropoli - tastiere, arrangiamenti orchestrali e progettista del suono
- Roberto De Micheli - chitarra e chitarra ritmica
- Tom Hess - chitarra e chitarra ritmica
- Oliver Holzwarth - basso
- Alex Holzwarth - batteria

Produzione
- Produttore esecutivo: Alessandro Staropoli
- Registrazione dal vivo: Sebastian "Basi" Roeder
- Tecnico del suono e missaggio: Sebastian "Basi" Roeder
- Mastering: Christoph Stickel

Altri
- Copertina e libretto a cura di Felipe Machado Franco